# Flirty Birdy
«Влюбленная птичка» (англ. Flirty Birdy) — двадцать первый эпизод в серии короткометражек «Том и Джерри». Эпизод был выпущен 22 сентября 1945 года.

## Сюжет
Том выкладывает тропу из сыра от норки Джерри. Кот ловит мышонка и делает сэндвич с Джерри. Только Том собирается съесть сэндвич, его выхватывает летящий на полной скорости красно-бурый орёл (точнее, по видимому, орлан-белохвост). Том ломает свои зубы. Орёл приземляется на дереве и пытается съесть Джерри, но Том меняет сэндвич тарелкой. Орёл в ярости бьёт Тома, и со второй попытки отправляет вниз. Том приземляется возле сушилки, и оттуда на кота падают юбка, перья и прищепки. Это даёт Тому идею.
Орёл опять собирается съесть Джерри. Когда мышонок наконец-то убегает от орла, мы слышим свист и камера обращается на Тома в костюме птицы с помадой и казу, натянутый на нос. Том свистит и приглашает орла за трубу. Орёл приходит в огромное возбуждение, даже Джерри в это не может поверить. Том подмигивает орлу и тот пытается его поцеловать. Кот всячески увёртывается от этого, в результате чего орёл дважды шатает трубу, а Джерри пытается раскрыть Тома, но безуспешно, и в итоге Том ловит мышонка.
Том уходит от безумно влюблённого орла, но тот его находит. Том даже теряет Джерри во время побега. Том решает достать Джерри другим выходом. Он делает наскоро покрашенную будку «Поцелуй за мышонка» и приглашает туда орла. Орёл отдаёт коту Джерри, и Том всасывает лицо орла вантузом. Но, Джерри убегает опять. Орёл приходит в ещё большее возбуждение, думая, что его поцеловали. Том бежит за Джерри, но опять сталкивается с орлом. Тот протягивает коту два кулака и предлагает выбрать один. Том выбирает, и орёл протягивает коту подарочную коробочку с Джерри. Том берет Джерри, хвост которого завязан кольцом и надевает его (предложение к женитьбе). Том «соглашается», ударив орла ставней, и убегает, но тоже врезается в ставню и теряет сознание. Джерри привязывает к ноге Тома верёвку. Том восстанавливает сознание и убегает. Джерри предлагает орлу потянуть за верёвку, и тот притягивает Тома к себе. Это значит что Том никуда не уйдет и он пойман. Джерри дарит «счастливой паре» цветы и машет им рукой на прощание. В конце на дереве мы видим отдыхающего красного орла и Тома, сидящего на гнезде на куче яиц и вяжущего свитера для малышей (Том ведь женился на орле, приняв его предложение).

## Факты
- Начальная заставка будет позаимствована для серии «Kitty Foiled».
- Момент, когда Том врезается в сушилку, и на него падают вещи, делающие его похожим на индейского вождя, был вырезан для показа на Cartoon Network.
- Для показа в Англии все реплики орла («Тебе вниз?», «Она меня любит!!») были вырезаны. Дело в том, что орёл в мультфильме говорит с английским акцентом. Также они были вырезаны на канале СТС. В некоторых DVD версиях реплики сохранились, даже добавлена (один из DVD версий) еще одна реплика когда он высунулся и что-то сказал еще до получения кирпичом по голове в одном, и трубой в другом сценах.